# 婴儿洗澡
婴儿洗澡（Infant bathing），也称婴儿沐浴，是用沐浴方式清洁婴儿的做法和活动。由于婴儿的自主性有限，婴儿洗澡通常被建议小心操作。大多数溺水死亡的儿童发生于家里，往往是婴儿独处洗澡期间发生。

## 操作
在条件允许情况下，使用婴儿浴缸是比较安全的做法，通常浴缸具有安全设计。若水深过高，婴儿可能会滑入水中，并造成溺死。如果水温过高，婴儿会被烧伤。婴儿洗澡的频率是由父母或看护人决定的，通常建议一周两三次。婴儿洗澡通常建议使用适合敏感皮肤的肥皂或清洁用品。